# Das stille Gold der alten Dame
Das stille Gold der alten Dame (Originaltitel: Pas de bavards à la Muette) ist ein Kriminalroman des französischen Autors  Léo Malet um seine fiktive Figur Nestor Burma, der 1956 veröffentlicht wurde. 

## Handlung

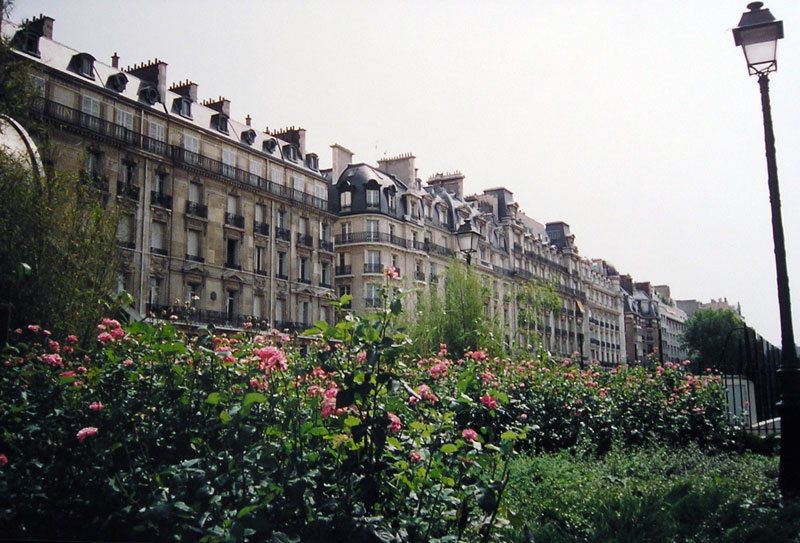
Typische Straßenfront im 16. Arrondissement

Der Privatdetektiv Nestor Burma muss im 16. Arrondissement der französischen Metropole Paris ermitteln. Dieses Arrondissement vis-à-vis des Eiffelturms und des Bois de Boulogne war bereits in den 1950er Jahren als Viertel der wohlhabenden Snobs bekannt, denen keine Lasterhaftigkeit zu weit ging. Eine reiche ältere Dame, Madame Aliot, beauftragt ihn ihren verschwundenen Schmuck aufzufinden, den angeblich ihr ehemaliger Chauffeur und Liebhaber gestohlen hat. Dieser – so stellt sich später heraus – ist bereits von ihrer Nichte erschossen worden. Doch Burma stellt fest, dass hier einige Angaben nicht stimmen können. Die Dame, die keinen Skandal wollte, muss zugeben, dass es sich eigentlich um verstecktes Nazi-Geld handelt, dem nun auch eine Gangsterbande hinterherjagt.

## Hintergrund
Peter Stephan ergänzte die deutschsprachige Edition des Elster Verlags um  einen literarischen „Nachgang“, in dem der Wandel des 16. Arrondissement und seiner Schauplätze aus der Perspektive 30 Jahre danach beleuchtet wird. In der späteren Taschenbuchedition des Rowohlt Verlags war diese ebenfalls zu finden, fehlte aber aus urheberrechtlichen Gründen in der Gesamtedition des Zweitausendeins-Verlags.

## Ausgaben
- Léo Malet: Das stille Gold der alten Dame. übersetzt von Hans-Joachim Hartstein, Elster-Verlag 1988, 191 S., ISBN  978-3891510605
- Léo Malet: Das stille Gold der alten Dame. Rowohlt Verlag Rororo, Reinbek bei Hamburg 1994, 188 S., ISBN 978-3499129209

## Hörspielbearbeitung

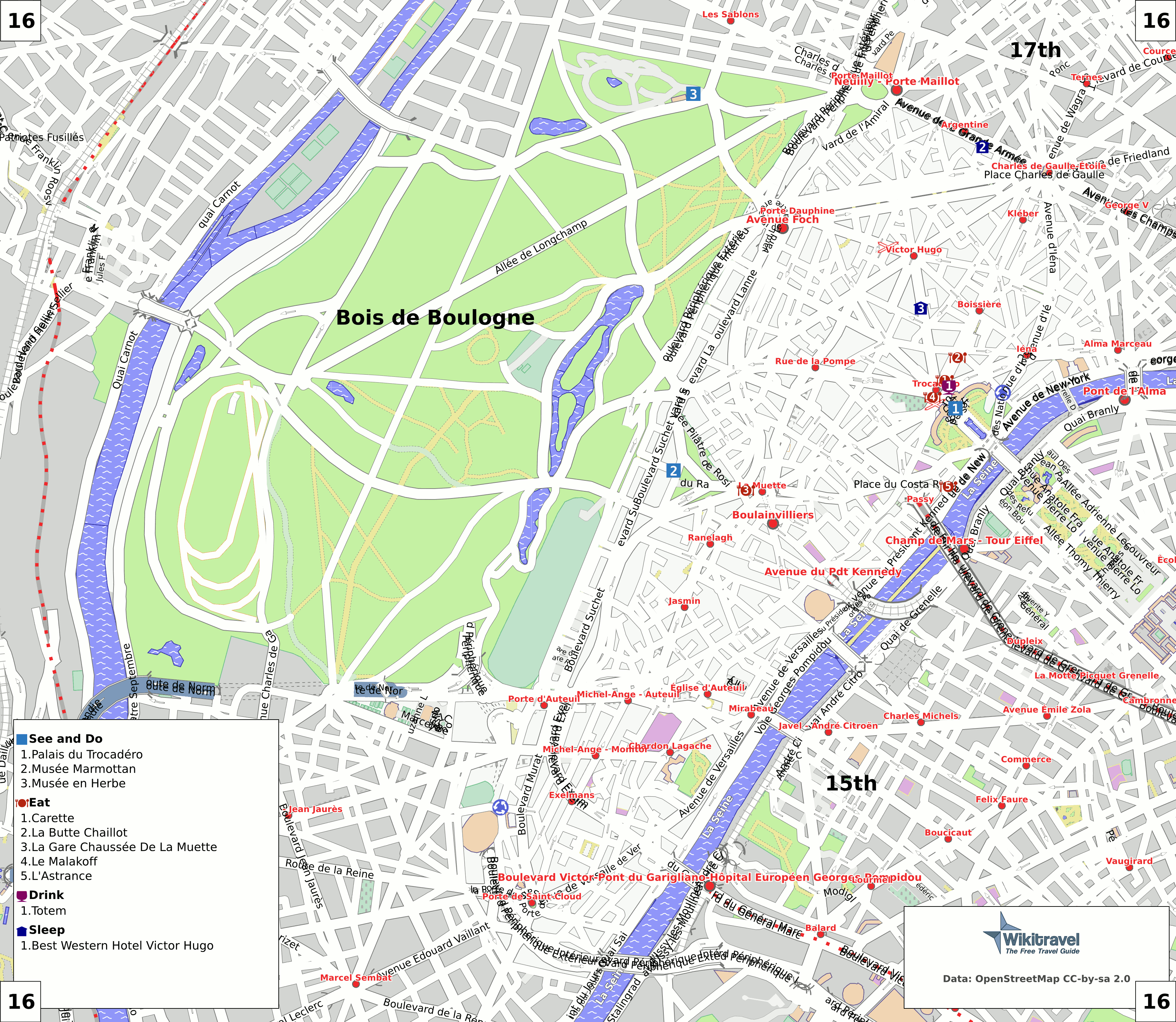
Karte des 16. Arrondissements von Paris

Von der DAISY-Hörbuch-Produktion liegt eine gleichnamige Bearbeitung vor, die von Ria Rödiger vorgelesen wird. Außerdem existiert eine Hörspielbearbeitung des Südwestfunks von 1998, Regie: Hans Gerd Krogmann, mit Christian Brückner als Burma und Sabine Postel als Hélène.

## Verfilmung
Der französische TV-Sender Antenne 2 produzierte die Verfilmung des Originalstoffes 1991 unter dem Titel Pas de bavards à la Muette (Regie: Henri Helman, Erstausstrahlung: 29. September 1991) sogar als 1. Teil seiner geplanten Serie um Nestor Burma mit Guy Marchand in der Titelrolle.